# Effie Bancroft

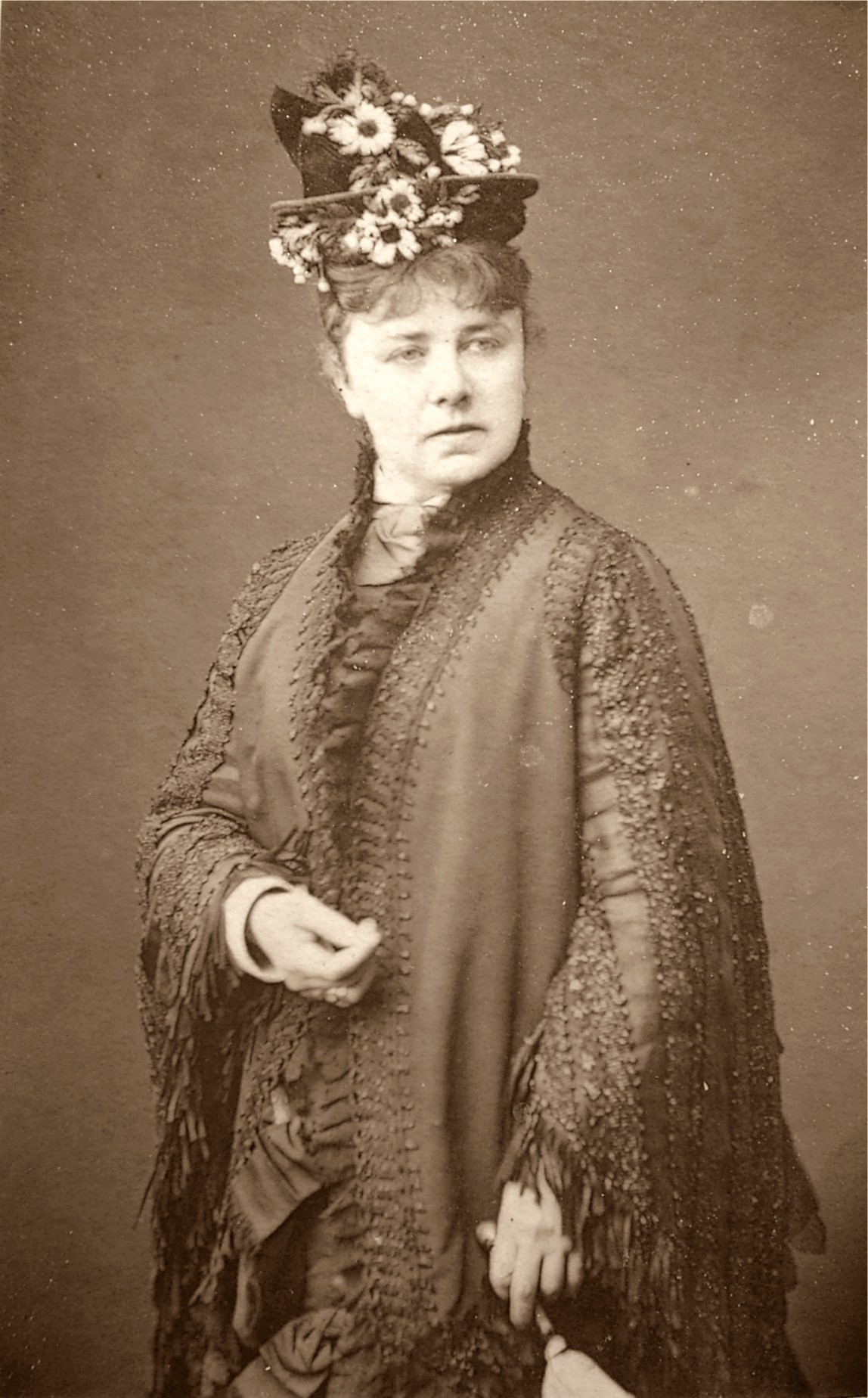
Effie Bancroft

 Marie Effie Wilton, Lady Bancroft (* 1839 in Doncaster; † 1921) war eine englische Schauspielerin und Theatermanagerin. Sie trat als Marie Wilton auf, bis sie im Dezember 1867 Squire Bancroft heiratete und seinen Nachnamen annahm. Sie und ihr Ehemann waren wichtige Figuren in der Entwicklung des viktorianischen Theaters durch ihre Aufführung von innovativen Theaterstücken in den Londoner Theatern, die sie betrieben. Sie leiteten zuerst das Prince of Wales’s Theater und später das Haymarket Theater.

## Leben und Karriere
Effie Bancroft trat bereits als Kind mit ihren Eltern auf, die beide Schauspieler waren. Eine ihrer frühesten Rollen war die des Fleance in Macbeth (1846). Ihren ersten Auftritt in London hatte sie am 15. September 1856 im Lyceum Theater als Henri in Belphegor. Sie gewann Popularität durch ihre verschiedenen Rollen als Jungen, in Burlesque an verschiedenen Theatern, durch ihre Rolle als Cupid in zwei verschiedenen Stücken und vor allem in ihrer Rolle des Pippo in The Maid and the Magpie. Sie verbrachte viele Jahre am Strand Theater, wo sie mehrere Rollen des gleichen Typs annahm. Im Jahre 1859 wurde eine Benefiz-Aufführung für sie gegeben.

## Prince of Wales’s Theater (1865–1880)
Im April 1865 übernahm sie zusammen mit Henry Byron die Leitung des Prince of Wales’s Theater. Für zwei Spielzeiten leitete sie das Theater alleine. Als Hauptdarsteller sicherte sie sich Squire Bancroft, den sie kurz zuvor in Liverpool kennengelernt hatte und im Dezember 1867 heiratete. Ihr Sohn Charles Edward Wilton (geboren 1863) änderte seinen Namen zu Bancroft durch die Heirat seiner Mutter zu Squire Bancroft. Ihre gemeinsamen Söhne waren George Louise Pleydell Bancroft (geboren 1869) sowie Arthur Hamilton Bancroft (geboren und gestorben 1870). Das Prince of Wales’s wurde bald bekannt für seine Komödien von T. W. Robertson, beispielsweise Society (1865), Ours (1866), Caste (1867), Play (1868), School (1869) und M.P. (1870).
In dieser Zeit spielte Bancroft oft die weibliche Hauptrolle, ihr Mann die männliche. Die Bancrofts regten zusammen mit Robertson eine neue Form des Dramas, die Salonkomödie oder das Cup and Saucer Drama. Die Bancrofts gaben Robertson eine bis dahin unerreichte Freiheit bei der Direktion der Stücke, was einen wichtigen Schritt in der Institutionalisierung der Macht des Regisseurs bedeutete.
Die Bancrofts waren außerdem an der Popularisierung des Boxsets beteiligt, das zuerst von Lucia Elizabeth Vestris im Olympic Theater in den 1830ern verwendet wurde. Weiterhin zahlten sie ihren Schauspielern eine Gage und stellten ihnen Umkleideräume zur Verfügung. Zusätzlich passten sie ihr Theater der höheren Schicht der Zuschauer an, indem sie billige Bänke durch komfortable Sitze austauschen  und Teppiche verlegten.
Andere von den Bancrofts produzierte Theaterstücke waren Tame Cats (1868), The School for Scandal (1874), Sweethearts (1874), The Vicarage (1877) und Diplomacy (1878). Die Bancrofts zeigten in ihrem Theater eine Reihe von prominenten Schauspielern, unter anderem Hare, Coghlan, die Kenalds und Ellen Terry. In 1879 übernahm Effie Bancroft eine ihrer Lieblingsrollen, die der Nan in John Baldwin Buckstones Good for Nothing.

## Späteres Leben
In 1879 übernahmen die Bancrofts die Leitung des größeren Haymarket-Theaters, wo sie ihre erfolgreiche Aufführungen von modernen Komödien fortsetzten. Nachdem sie ein beträchtliches Vermögen mit ihren Theateraufführungen verdient hatten, traten beide am 20. Juli 1885 in den Ruhestand. Danach war Effie Bancroft nur noch selten auf der Bühne zu sehen. In 1895 heiratete ihr ältester Sohn, Captain Charles Bancroft, Margaret Grimstone, eine Tochter des Schauspielerehepaars Madge Kendal und William Hunter Kendal. Die Heirat wurde später annulliert.

## Bücher
Effie Bancroft war die Autorin des Romans The Shadow of Neeme. Sie arbeitete weiterhin mit ihrem Ehemann an Mr. and Mrs. Bancroft On and Off the Stage, Written by Themselves (London, 1888) und The Bancrofts: Recollections of Sixty Years (Dutton and Co.: London, 1909).

## Aufnahmen
Bancroft nahm im Juni 1903 drei 10" Schellackplatten für die Gramophone Company auf.
- 1236 Drinking the waters.
- 1237 The Deutscher’s baby.
- 1238 (a) A boy’s philosophy; (b) Love.